# نیم‌تنه روح لعنت‌شده
روح لعنت شده (ایتالیایی: Anima dannata) (انگلیسی: damned soul) تندیس نیم تنه ساخته شده توسط جان لورنتسو برنینی می‌باشد. او این اثر را در برابر اثر خود روح بخشوده ساخته‌است. طبق گفته رودلف ویتکوور، مجسمه در موزه Palazzo di Spagna در رم می‌باشد. که امروزه به عنوان موزه Palazzo Monaldeschi شناخته می‌شود.
یک نسخه برنزی از این اثر نیز توسط ماسیمیلیانو سولدانی بنزی میان سال‌های ۱۷۰۵ تا ۱۷۰۷ ساخته شد که در موزه Liechtenstein Collection نگهداری می‌شود.